# Photo shoot

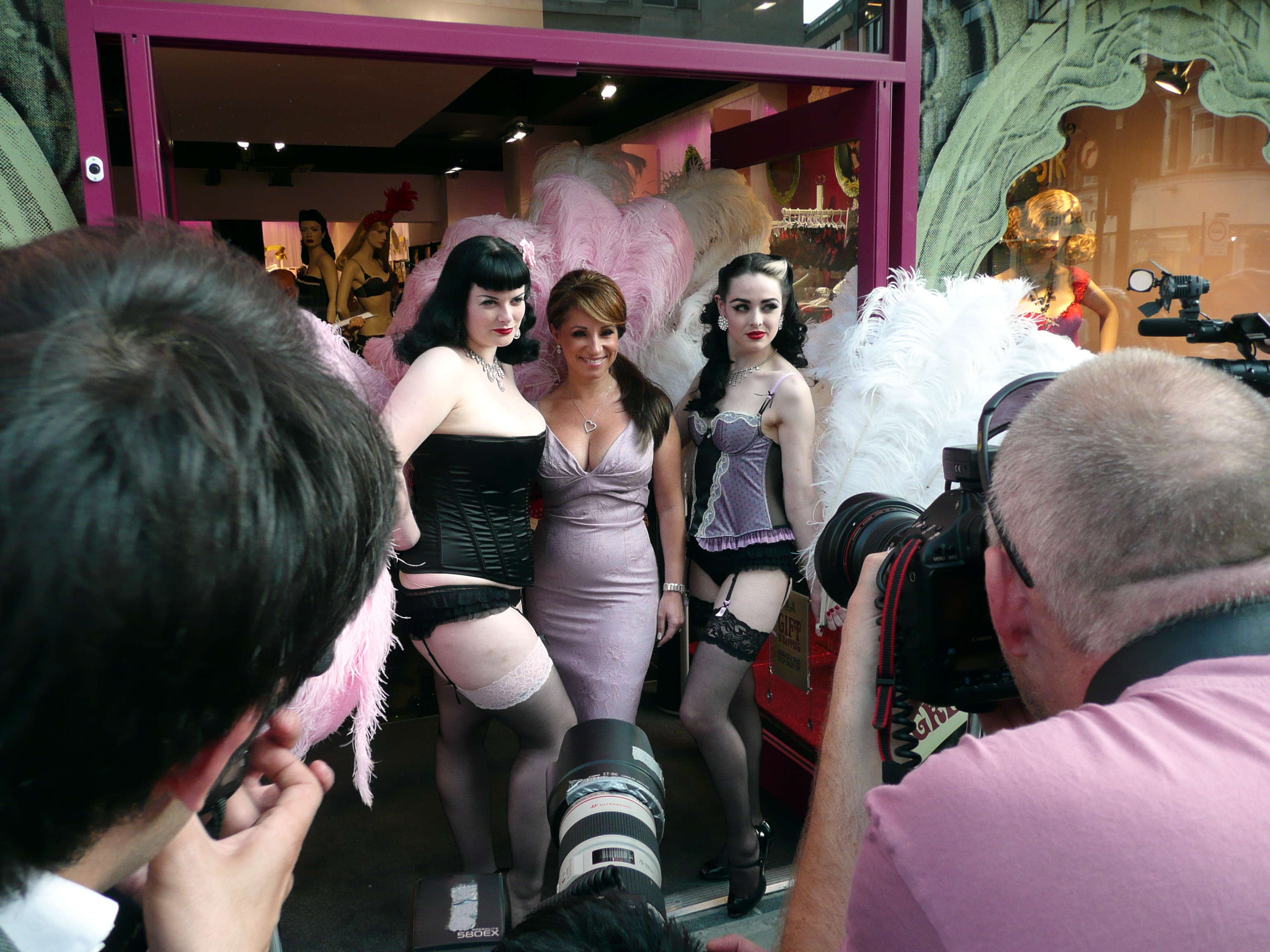
Jacqueline Gold a modelky během fotografování, New Oxford Street, Londýn

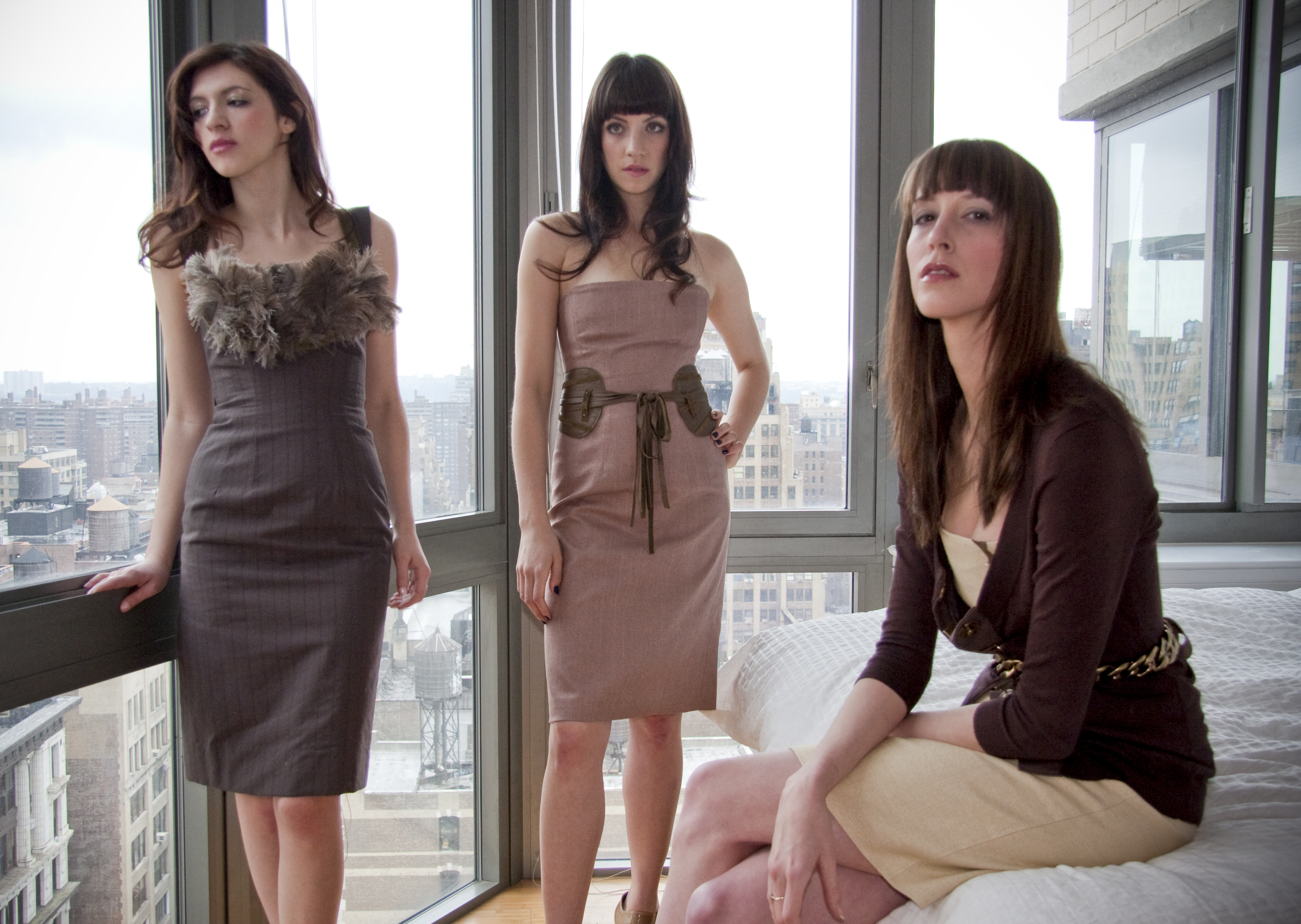

Photo shoot (nebo photo session – fotografická schůzka, jednoduše fotografování) je termín obvykle používaný v reklamní fotografii, portrétní fotografii, případně ve fotografii módní.
Jedná se většinou o časově naplánovanou a organizovanou komerční fotografickou schůzku, během které se fotografuje pro konkrétní účel nebo poslání. Kromě fotografa pak, v závislosti na účelu a prostředků, jsou dále zapojeni: modelka nebo model, kadeřnice a vizážista, pokud jde o portrétní či módní fotografii. Pokud se jedná o fotografování potravin, musí se zúčastnit specialisté na „food-styling“ s vhodným materiálem. Pokud se jedná o reklamní fotografii, musí být zajištěn fotografovaný subjekt se všemi dalšími náležitostmi.

## Historie
Historicky lze domluvené fotografování vysledovat do roku 1912, kdy si s prostitutkami v New Orleans domlouval fotografování Ernest J. Bellocq, ale celebritám za pózování platil poměrně vysoké částky již v 60. letech 19. století americký fotograf Napoleon Sarony. Tradiční součástí bylo domluvené fotografování svatebního rituálu. V exteriéru může fotografování přilákat pozornost veřejnosti a v případě že se fotografuje poblíž strategických míst, tak i pozornost bezpečnostních složek.

## Popis
Řada fotografických produktů se používá pro ilustraci v časopisech nebo upozorňují na nový film. Fotografická schůzka se obvykle koná ve fotografickém studiu (studiová fotografie) nebo v exteriéru (například fotografování modelky na pozadí historického objektu). Vždy se pořídí více fotografií, ze kterých se vyberou pro požadovaný účel ty nejlepší. Místo modelky může být zastoupen jakýkoliv jiný subjekt, například pro reklamu v tisku fotografické zobrazení inzerovaného zboží nebo potravin, které pak mohou být předmětem článků v časopisech (často ve velmi komplikované prezentaci).

## Média
V médiích se někdy publikují fotografie známých osobností blížící se skandální erotické fotografii, modelky jsou „příliš odhalené“ nebo "provokativní". Fotografie pokoušející se o agresivní reklamu se může dopouštět možného porušení "pravidel slušnosti". Kvůli erotickým fotografiím může také dojít ke konfliktům fotomodelu s blízkými lidmi nebo pokárání od nadřízených v hlavní pracovní činnosti (například tanečníci) . Za zmínku stojí příklad manželky francouzského prezidenta Carla Bruni, kterou kvůli jejím fotografiím aktů nepustili do Vatikánu.

## Příklady
Několik příkladů:
- Modeling pro novinový nebo časopisový článek nebo billboard
- Reklama na produkt společnosti, který užívá modelka nebo model
- Letecká fotografie: snímek vzduch-vzduch nebo fotografování letadla s dalším aktérem ovládajícím fotoaparát
- Modeling – nová řada módního designu určená pro obchod nebo designéra

## Galerie

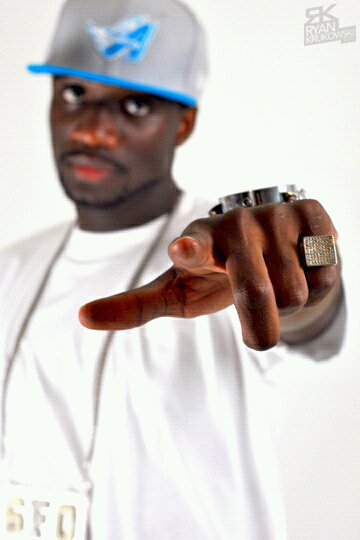
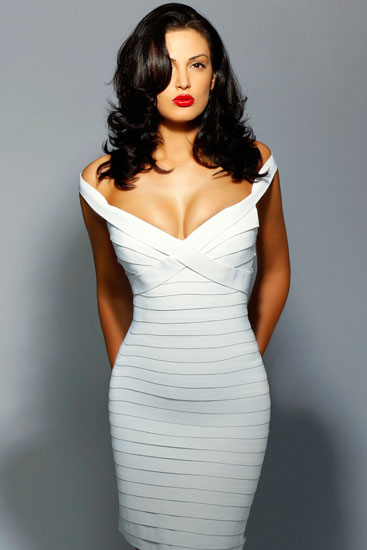
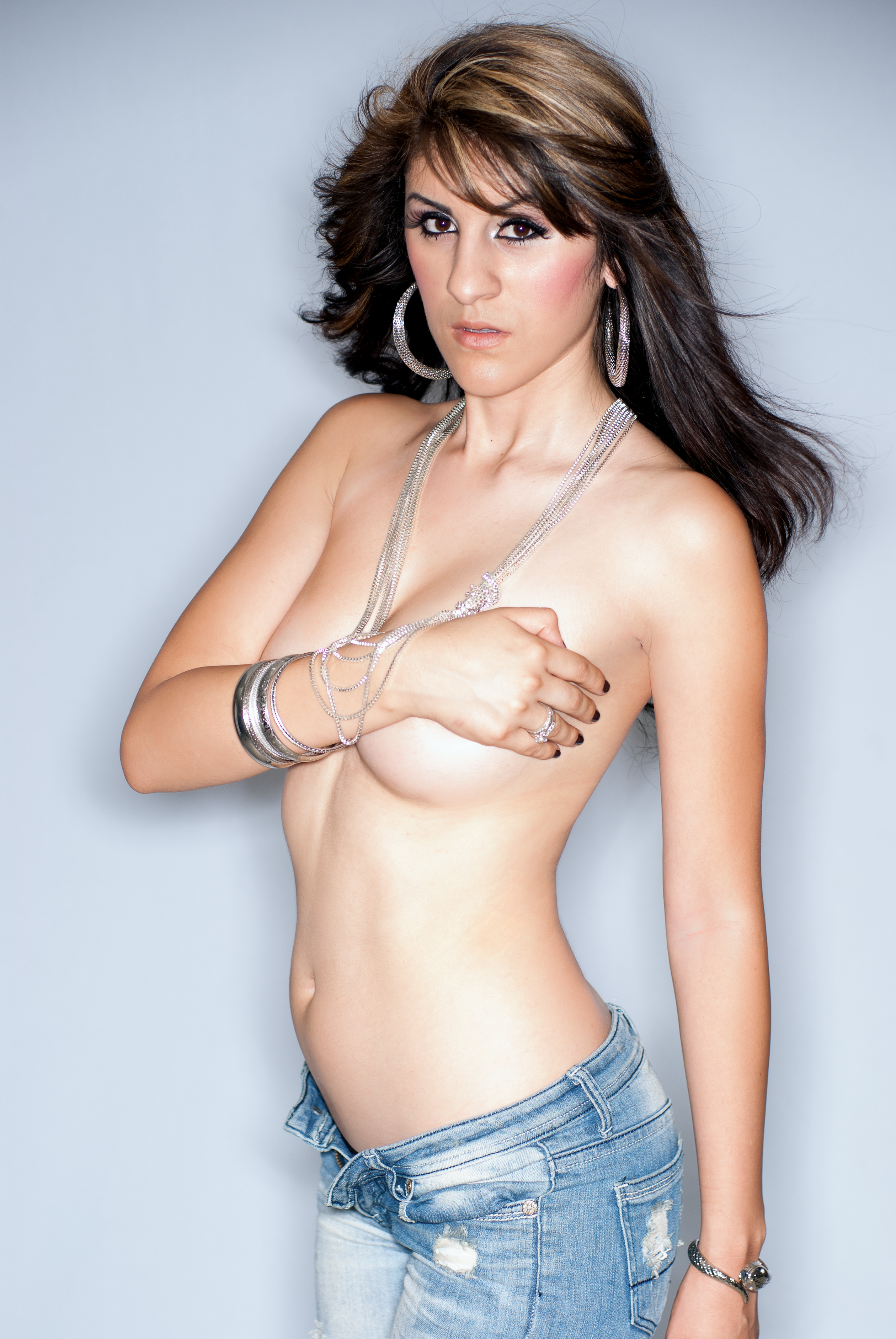
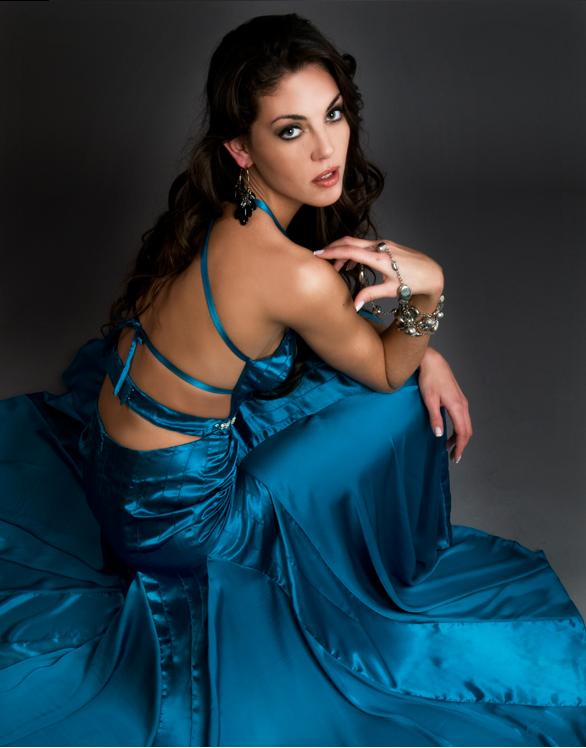
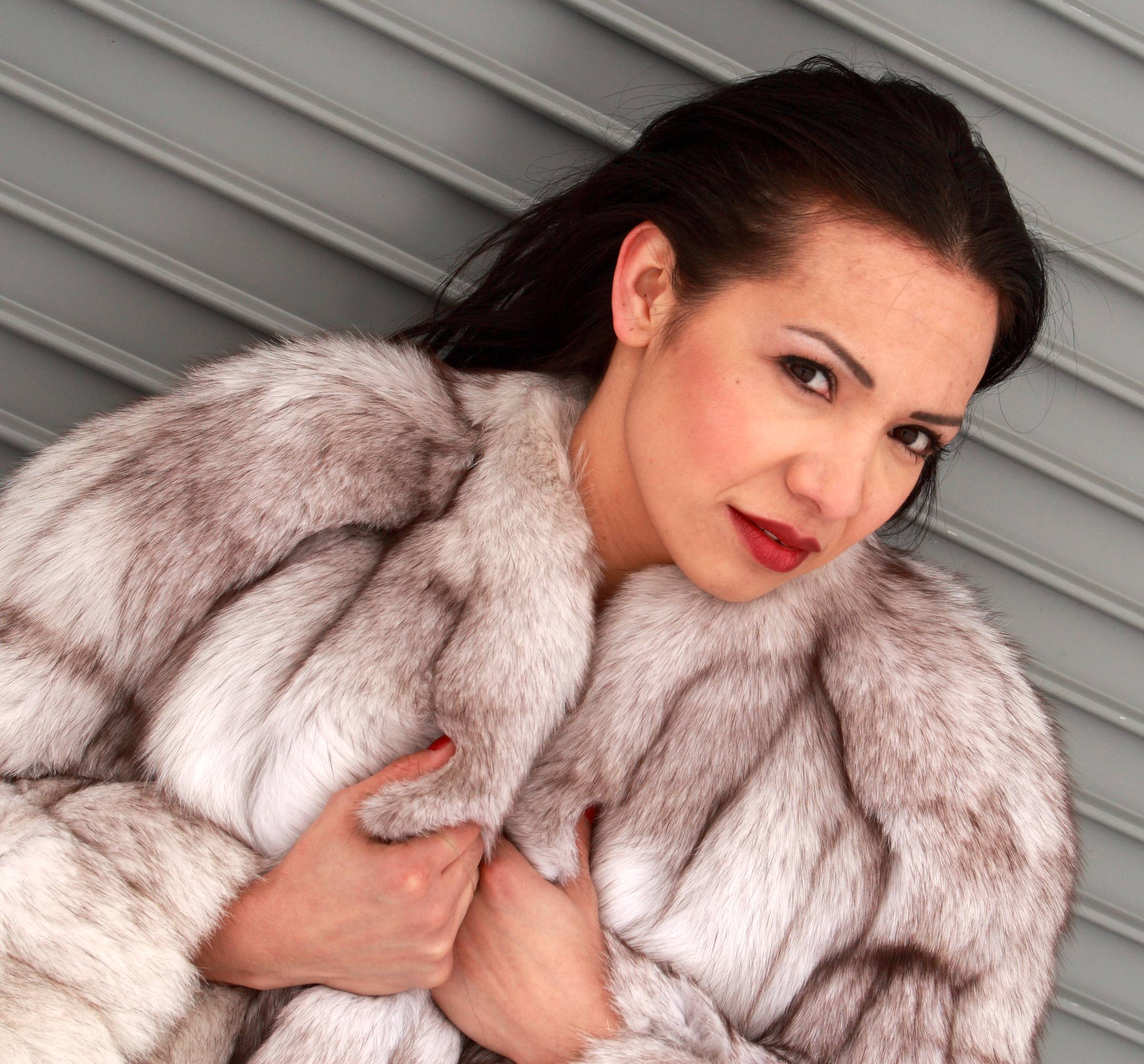
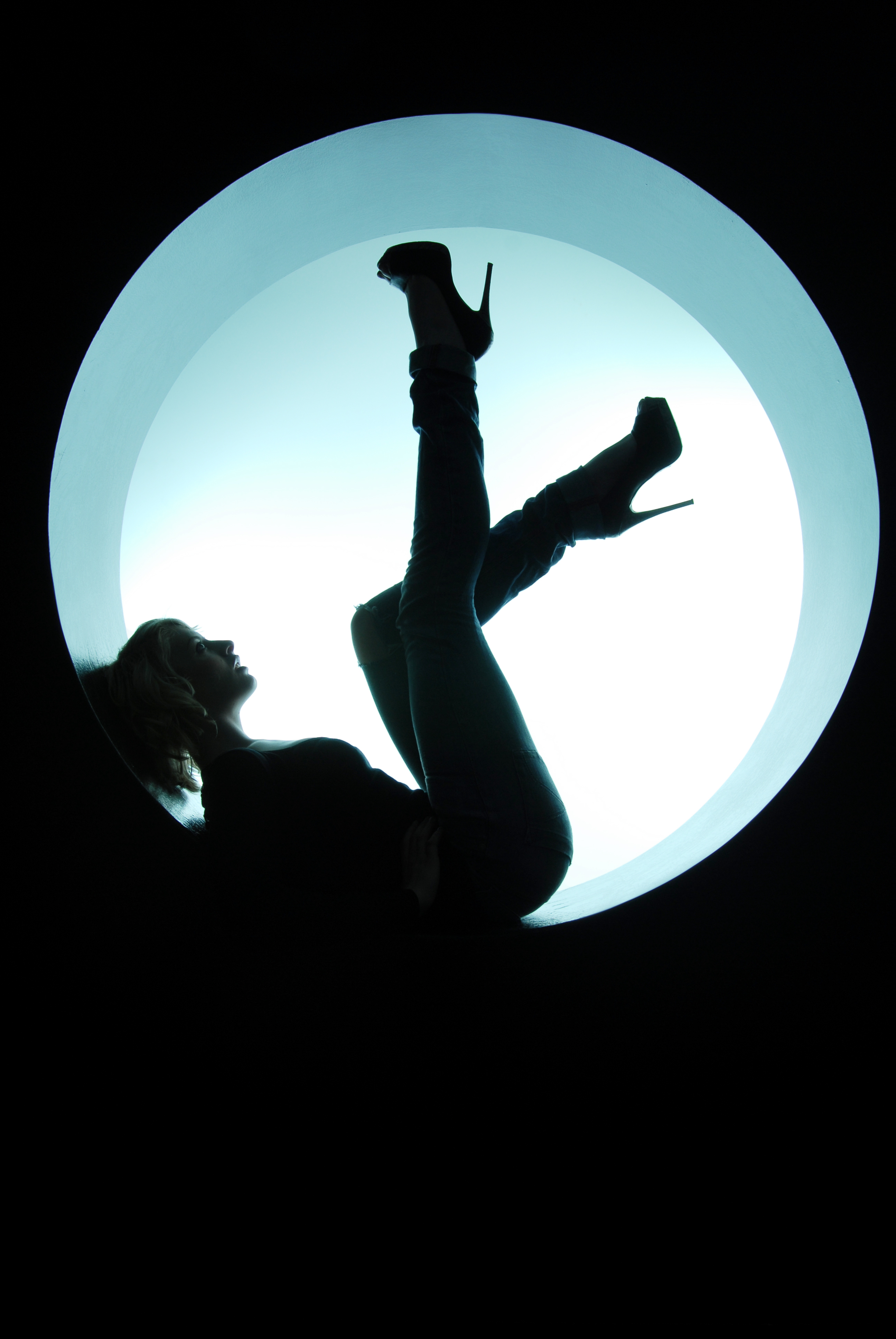
Protisvětlo
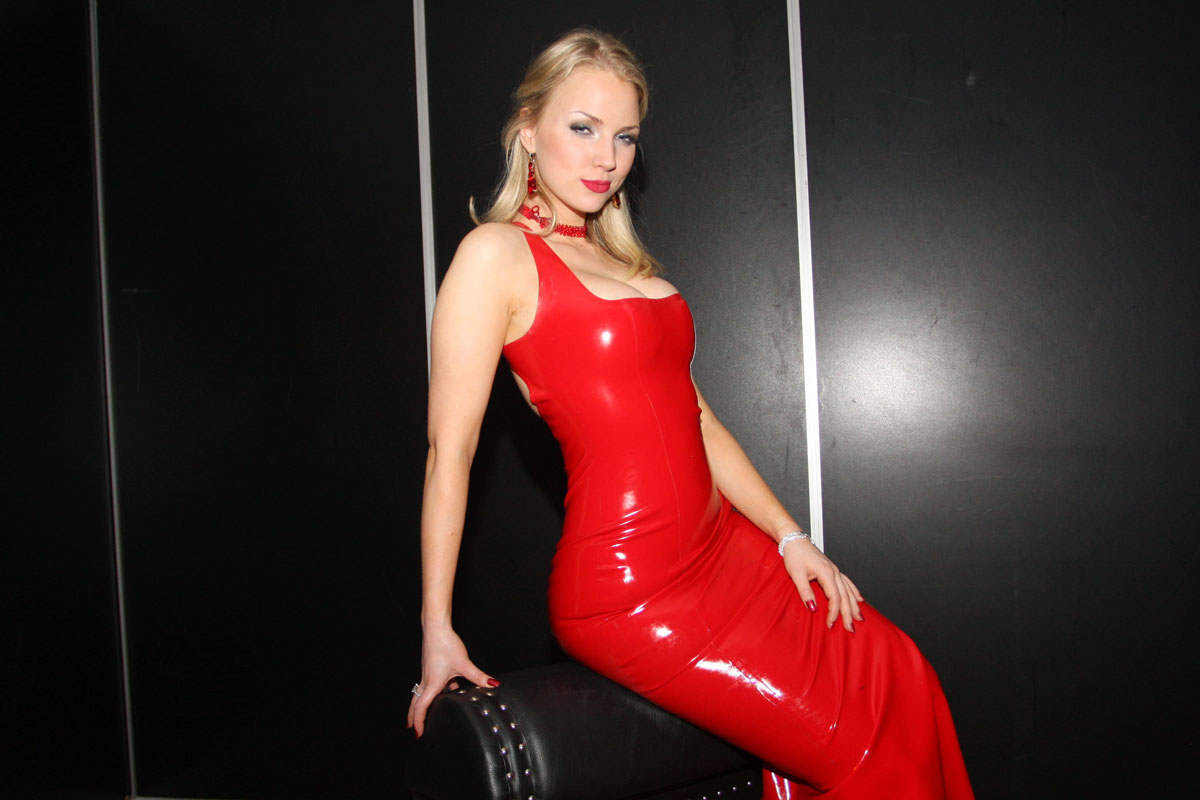